# Kyselina perfluornonanová
Kyselina perfluornonanová je organická sloučenina patřící mezi perfluorované karboxylové kyseliny, používaná jako povrchově aktivní látka.

## Vlastnosti
Kyselina perfluornonanová patří mezi silné kyseliny. Její soli, například amonná, jsou stálé. Používá se jako tenzid a na výrobu polyvinylidenfluoridu.
Vyrábí se oxidací směsi lineárních alkenových fluorovaných oligomerů obsahujících jednotky typu F(CF2)8CH=CH2. Lze ji také získat karboxylací jodperfluoroktanu (F(CF2)8I). Může vznikat biologickým rozkladem 8:2 fluorotelomerového alkoholu.
Kyselina perfluornonanová je pravděpodobným produktem rozkladu i řady jiných sloučenin.
Kyselina perfluornonanová má největší molekulu ze všech perfluorovaných karboxylových kyselin používaných jako tenzidy, protože tyto látky vykazují povrchově aktivní účinky pouze když mají v molekule 5 až 9 atomů uhlíku.
Fluorované tenzidy snižují povrchové napětí vody na přibližně polovinu hodnoty, kterou vytvářejí uhlovodíkové tenzidy, což je způsobeno jejich lipofobicitou. Kyselina perfluornonanová je v důsledku síly vazby uhlík–fluor a vysoké elektronegativity fluoru velmi stálá a nerozkládá se oxidačními procesy.

## Bezpečnost
Podobně jako osmiuhlíkatá kyselina perfluoroktanová je i devítiuhlíkatá kyselina perfluornonanová vývojovým a imunitním jedem; perfluorované karboxylové kyseliny s delšími řetězci se vyznačují vyšší mírou bioakumulace a toxicity.
Kyselina perfluornonanová působí jako agonista jaderných receptorů PPARα a PPARγ.